# 투레크군

비엘코폴스카주 지도에 표시된 투레크군의 위치

투레크군(폴란드어: powiat turecki)은 폴란드 비엘코폴스카주에 위치한 군으로 군청 소재지는 투레크이며 면적은 929.4km2, 인구는 83,635명(2006년 기준), 인구 밀도는 90명/km2이다.
북쪽으로는 코워군, 동쪽으로는 우치주 포뎅비체군, 남쪽으로는 우치주 시에라츠군, 남서쪽으로는 칼리시군, 북서쪽으로는 코닌군과 접한다. 9개 지방 자치체(1개 도시, 2개 도시형 농촌, 6개 농촌)를 관할한다.

군 문장